# Tea Lindeburg
Tea Lindeburg, née le 25 juin 1977, est une réalisatrice et scénariste danoise.

## Biographie
Tea Lindeburg, née en 1977, se marie avec Kristian Leth en 2003. Le couple a trois enfants. Ils déménagent à New York, où elle étudie le cinéma à l'université de New York. Elle  étudie également à l'école de cinéma danoise Super16.
En 2020, elle adapte pour Netflix sa série de podcast Equinox 1985 : Equinox. Le film dramatique La Dernière Nuit de Lise Broholm (Du som er i himlen) — ses débuts en tant que réalisatrice sur un long métrage — est présenté en première au Festival international du film de Toronto en septembre 2021. Le film, basé sur le roman A Night of Death de Marie Bregendahl met en vedette Flora Ofelia Hofmann Lindahl. La musique du film est composée par son mari, Kristian Leth.

### Famille
Né à Copenhague en 1980, Kristian Leth travaille comme journaliste et musicien avec le groupe The William Blakes (da). Il a également publié plusieurs recueils de poésie, des livres de non-fiction et un roman,,.

## Filmographie partielle

### Réalisation

#### Au cinéma
- 2004 :  Således skete det  (court métrage)
- 2005 :  Flyd mine tårer  (court métrage)
- 2006 :  Et andet sted  (court métrage)
- 2008 :  En gyselig hilsen  (court métrage)
- 2021 : La Dernière Nuit de Lise Broholm (Du som er i himlen)

#### À la télévision
- 2009 : Eli i New York (mini-série télévisée)
- 2009 : Prut og Pølle - jagten på far (série télévisée, 10 épisodes)
- 2008-2011 : Normalerweize (da) (série télévisée, 11 épisodes)
- 2012 : Palma i USA (mini-série télévisée)
- 2013-2014 : Kødkataloget (série télévisée, 14 épisodes)

### Scénario

#### Au cinéma
- 2004 :  Således skete det (court métrage)
- 2005 :  Flyd mine tårer (court métrage)
- 2006 :  Et andet sted (court métrage)
- 2008 :  En gyselig hilsen (court métrage)
- 2021 : La Dernière Nuit de Lise Broholm (Du som er i himlen)

#### À la télévision
- 2010 : DR2 Premiere (da) (série télévisée, 1 épisode)
- 2012 : Palma i USA (mini-série télévisée)
- 2020 : Equinox (série télévisée, 6 épisodes)

## Récompenses et distinctions
- Festival Internacional de Cine de San Sebastián
  - 2021 : Coquille d'argent du meilleur réalisateur pour La Dernière Nuit de Lise Broholm (Du som er i himlen)
- Robert
  - 2023 : Prix du meilleur scénario adapté pour La Dernière Nuit de Lise Broholm (Du som er i himlen)[6]
- (en) Tea Lindeburg: Awards, sur l'Internet Movie Database